# Regionale omroep
Een regionale omroep is een omroep gericht op een publiek in een subnationaal afgegrensd gebied, een regio.

## Nederland
In Nederland waren regionale omroepen al een tijdlang actief op de radio en in de jaren '90 ontstonden er ook regionale televisiezenders. Deze omroepen zijn publiek en worden bekostigd via de Rijksbegroting.
- Friesland: Omrop Fryslân
- Groningen: RTV Noord
- Drenthe: RTV Drenthe
- Overijssel: RTV Oost
- Gelderland: Omroep Gelderland
- Utrecht: RTV Utrecht
- Flevoland: Omroep Flevoland
- Noord-Holland: 
  - NH
  - Regionale Omroep Stichting IJmond, voormalige omroep
- Zuid-Holland:
  - Rijnmond
  - Omroep West
- Zeeland: Omroep Zeeland
- Noord-Brabant: Omroep Brabant
- Limburg: L1

De regionale omroepen worden gefinancierd door een bijdrage uit de mediabegroting van het Rijk. In 2018 bedroeg dit budget 142 miljoen euro.

## België
Sinds oktober 1988 bestaan er in België regionale televisiestations. Grosso modo mochten er twee zenders per provincie komen, elk met hun eigen zendgebied. Daar waar de meeste zenders wachtten op de mogelijkheid tot reclame maken, en de nodige fondsen door sponsors, in de persoon van Roularta met zijn Regionale Reclame Regie, die sinds 1993 actief is, was er toch reeds regionale televisie in Oost-Vlaanderen, met Audio Video Studio (AVS). Daarnaast kent België diverse regionale radiostations. Radio 2 heeft verschillende edities en daarnaast zijn er commerciële regionale radiostations.

### Vlaamse Gemeenschap
| zender     | zendgebied                                                                         |
| ---------- | ---------------------------------------------------------------------------------- |
| ATV        | Arrondissement Antwerpen                                                           |
| AVS        | Westelijk Oost-Vlaanderen: arrondissementen Eeklo, Gent en Oudenaarde              |
| Bruzz      | Brussels gewest                                                                    |
| Focus      | Noordelijk West-Vlaanderen: arrondissementen Brugge, Diksmuide, Oostende en Veurne |
| Ring       | Westelijk Vlaams-Brabant: arrondissement Halle-Vilvoorde                           |
| ROB TV     | Oostelijk Vlaams-Brabant: arrondissement Leuven                                    |
| RTV        | Arrondissementen Mechelen en Turnhout                                              |
| TV Limburg | Limburg                                                                            |
| TV Oost    | Oostelijk Oost-Vlaanderen: arrondissementen Aalst, Dendermonde en Sint-Niklaas     |
| Focus-WTV  | Zuidelijk West-Vlaanderen: arrondissementen Ieper, Kortrijk, Roeselare en Tielt    |

### Franse Gemeenschap
- Télésambre (Oostelijk Henegouwen)
- Qu4tre Liège Média (Westelijk Luik)
- Canal Zoom (Noordelijk (Namen), Zuid-Oost-Waals-Brabant)
- Boukè (Namen)
- TV COM (Waals-Brabant)
- Vedia (Oostelijk Luik (uitgezonderd Oostkantons))
- Notélé (Westelijk Henegouwen)
- Télévision Mons Borinage (Midden-Henegouwen)
- BX1 (Brussels gewest)
- ACTV (Noordelijk Henegouwen)
- TV LUX (Luxemburg)
- Matélé (Namen)